# ثرتیه
ثریت فردی است که در اوستا از وی با نام نخستین پزشک نام برده شده است.وی از اهورامزدا درخواست درمان همه زهرها و یک کارد برای پزشکی میکند.

## منبع
1. ↑  «پزشکی در ایران باستان».